# San José de Félix
San José de Félix är en ort i Mexiko.   Den ligger i kommunen Sombrerete och delstaten Zacatecas, i den centrala delen av landet, 700 km nordväst om huvudstaden Mexico City. San José de Félix ligger 2 405 meter över havet och antalet invånare är 985.
Terrängen runt San José de Félix är kuperad åt sydväst, men åt nordost är den platt. Runt San José de Félix är det glesbefolkat, med 16 invånare per kvadratkilometer. Närmaste större samhälle är Sombrerete, 14,3 km sydost om San José de Félix. Trakten runt San José de Félix består i huvudsak av gräsmarker.